# Brakke kiezelwierhapper
De brakke kiezelwierhapper (Amphichaeta sannio) is een ringworm uit de familie van de Naididae. De wetenschappelijke naam van de soort is voor het eerst geldig gepubliceerd in 1892 door Kallstenius.